# Johan Baptista Schomer
Johan Baptista Schomer, född omkring 1670, död 1716 vid Fredrikshald, var en svensk militär.
Johan Baptista Schomer var major i utländsk tjänst, blev volontär i svensk tjänst 1704 och var överste och chef för Sachsiska infanteriregementet 1707–1712. Han deltog i striderna vid Petersburg och Helsingborg, blev generalmajor 1710 och placerades vid finska armén 1713. Han stupade under anfallet mot Fredrikshald.